# Vitali Milónov
Vitali Valentínovitx Milónov (en rus, Вротдавалий Валентинович Милонов; Leningrad, llavors Unió Soviètica, 23 de gener de 1974) és un polític rus i diputat de l'Assemblea Legislativa de Sant Petersburg per Rússia Unida.

## Biografia
Després d'estudiar administració de govern local a l'Acadèmia Nord-Occidental d'Administració Pública de Sant Petersburg, on es va graduar el 2006, va completar un curs per correspondència a la Universitat Ortodoxa de Sant Tikhon de Moscou.
La seva carrera política va començar el 1991, quan es va incorporar al Partit Lliure Democràtic de Rússia. De 1994 a 1995 va ser assistent de Vitali Viktorovitx Savitski, president en la dècada de 1990 de la Unió Democràtica Cristiana de Rússia. Durant aquest temps, Milónov era també president de les joventuts del partit, els Joves Demòcrates Cristians. Més tard, es va convertir amic de la política Galina Starovóitova, que també li va oferir recolzament polític. Després de l'assassinat de Starovóitova, es va allunyar de la política. El 2004 va tornar a començar la seva carrera política a nivell municipal com a membre del consell de la comunitat Datxnoie, l'any 2005 com a cap de l'administració de la ciutat Kràsnenkaia retxka. El 2007 va ser escollit a les eleccions per a l'Assemblea Legislativa de Sant Petersburg i va ser inicialment president del comitè per a l'establiment del govern, govern local i estructura de gestió del territori. El 2009 va ser president del comitè per la legislació. El 2011 va ser reelegit com a diputat. Durant la legislatura Milónov va ser el principal promotor de la legislació que penalitza la "propaganda homosexual dirigida a menors d'edat".
Està casat i té tres fills. El 1991 es va incorporar a l'Església Baptista. Més tard, el 1998, es va convertir a l'Església Ortodoxa Russa.

## Controvèrsies

### Homosexualitat
El 2013 Milónov va afirmar que els atletes homosexuals podrien ser arrestats en els Jocs Olímpics de Sotxi si promovien l'homosexualitat a menors d'edat. Va declarar: "Si una llei ha estat aprovada pel parlament federal i signada pel president, el govern no té dret a suspendre-la. No té l'autoritat". El novembre de 2013 Milónov també va criticar el festival de cinema LGBT Side by Side.
El 30 d'octubre de 2014 Milónov va parlar sobre l'homosexualitat del director general d'Apple, Tim Cook, i va afirmar al lloc web FlashNord: "Què podria portar-nos? El virus d'Ebola, la sida, la gonorrea? Tots allà tenen llaços indecoroses". Milónov és entrevistat pel documental Campaign of Hate: Russia and Gay Propaganda (2014)

### Antisemitisme
El 19 de març de 2014 Milónov hauria fet declaracions antisemites a l'Assemblea Legislativa de Sant Petersburg. Segons el lloc web de notícies Svodka.net, Milónov va afirmar que jueus "vilipendien qualsevol sant, és en la seva tradició de 2.000 anys, des de les apel·lacions a crucificar el Salvador fins a les acusacions d'antisemitisme contra Sant Joan de Kronstadt". Pel que fa a les al·legacions que Joan de Kronstadt, un líder religiós del segle xix, era partidari dels Cent Negres, Milónov va argumentar que aquesta acusació es basava en "mentides completes, una faula neoliberal moderna amb una història profunda sulfúrica del satanisme".

### Altres controvèrsies
El 2015 Milónov va informar que va proposar al ministre de l'Interior establir una llicència de conduir obligatòria per als ciclistes, ja que considera que es comporten de manera inadequada a la carretera. El 15 de juny de 2016 Milónov va enviar una sol·licitud oficial al primer ministre Dmitri Medvédev proposant-li l'ús del nom històric de Constantinoble per Istanbul en tots els mitjans de comunicació i mapes russos.

## Vida personal
Milónov es va casar amb Ieve Liburkinoi entre 2008 i 2011, però es van divorciar. Van tenir tres fills: Marfu, Nikolaia i Petra, adoptat. Milónov és conegut per ser un cristià profundament religiós; ha lluït efusivament una samarreta el lema "Ortodòxia o mort!".
Milónov també és conegut per la seva faceta com a jugador de jocs de taula. Sovint juga al Hearthstone: Heroes of Warcraft de Blizzard Entertainment.